# أكاكي خوبوتيا
أكاكي خوبوتيا (17 مارس 1986 سوخومي جورجيا - ) هو لاعب كرة قدم جورجي، يلعب كمدافع.

## روابط خارجية
- أكاكي خوبوتيا على موقع الاتحاد الأوربي (الإنجليزية)
- أكاكي خوبوتيا على موقع اتحاد تركيا (لاعب) (الإنجليزية)
- أكاكي خوبوتيا على موقع قاعدة بيانات كرة القدم.إي يو (الإنجليزية)
- أكاكي خوبوتيا على موقع ناشيونال فوتبول تيمز (الإنجليزية)
- أكاكي خوبوتيا على موقع Soccerway.com (الإنجليزية)
- أكاكي خوبوتيا على موقع عالم كرة القدم.نت (الإنجليزية)